# Amphithemis curvistyla
Amphithemis curvistyla е вид водно конче от семейство Libellulidae.

## Разпространение
Видът е разпространен във Виетнам, Мианмар и Тайланд.